# آرتور پوغوسیان (سیاستمدار)
آرتور همایاکی پوغوسیان (ارمنی: Արթուր Հմայակի Պողոսյան؛ زادهٔ ۲۸ دسامبر ۱۹۶۸) اقتصاددان و حقوق‌دان اهل ارمنستان است.

## زندگی‌نامه
وی در ۲۸ دسامبر ۱۹۶۸ در ایروان، ارمنستان به دنیا آمد و از دانشکده حقوق دانشگاه دولتی ایروان فارغ‌التحصیل گشت. وی برنده جوایزی همچون مدال موسس خورناتسی است.